# Comte de Godolphin

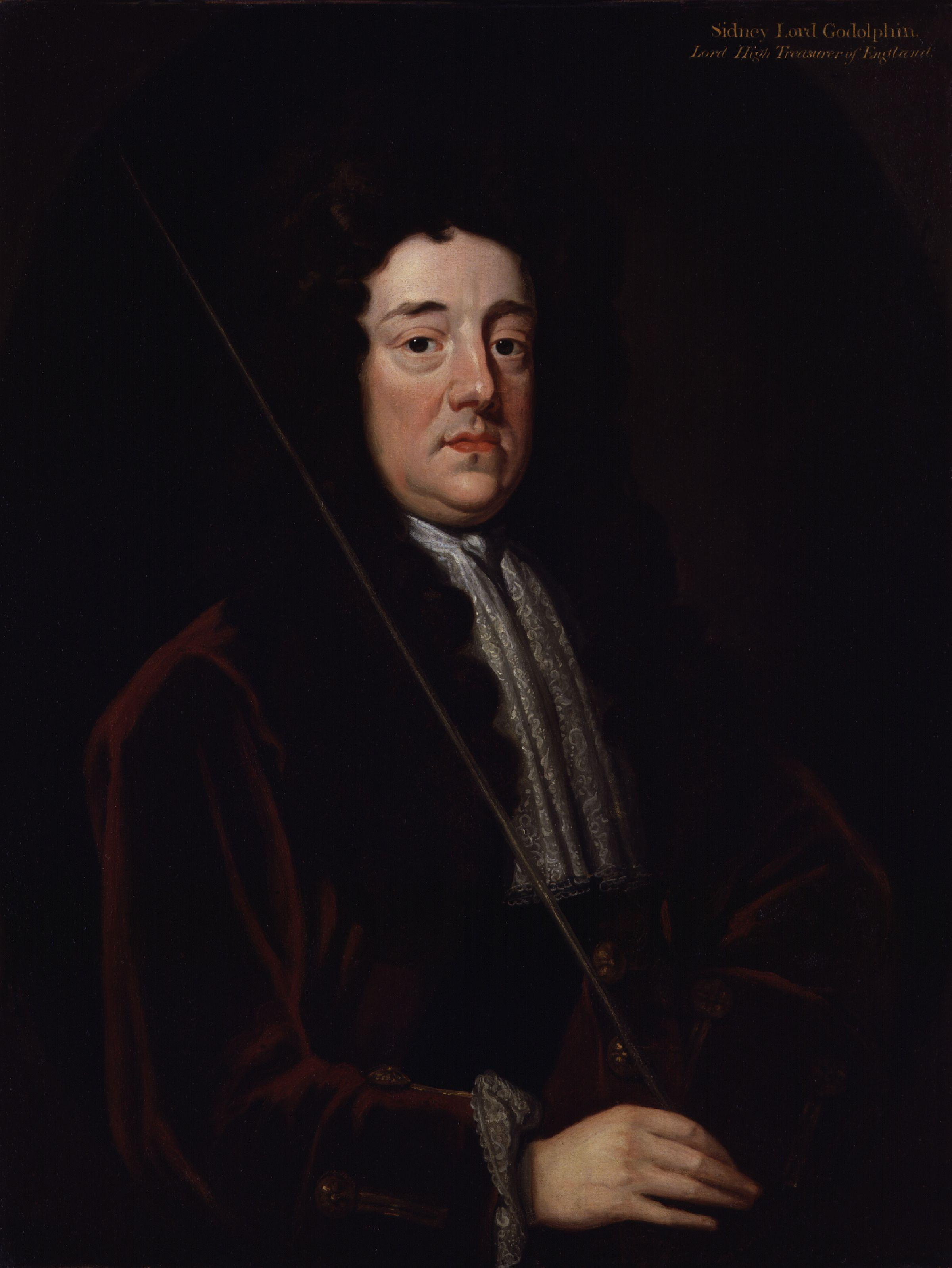
le 1er Comte de Godolphin, par Sir Godfrey Kneller.

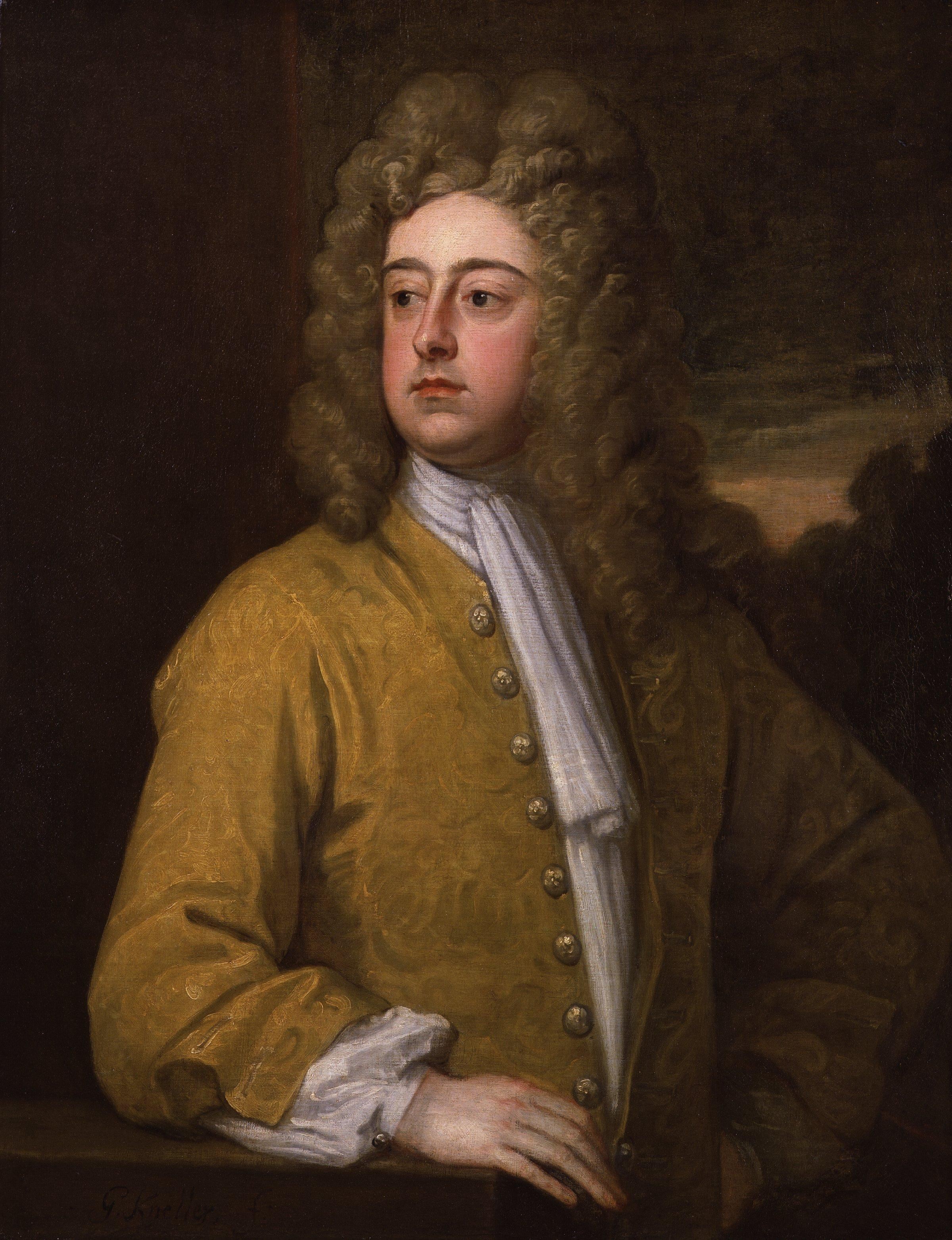
le 2d Comte de Godolphin, par Sir Godfrey Kneller.

Comte de Godolphin est un titre de la pairie d'Angleterre.

## Historique
Il a été créé en 1706 pour Sidney Godolphin, 1er baron de Godolphin et lord trésorier. À la même époque, il est fait vicomte de Rialton. En 1684, il avait déjà été fait baron Godolphin de Rialton par la pairie d'Angleterre. C'était un homme politique de la fin du XVIIe siècle et du début du XVIIIe, un chevalier de l'Ordre de la Jarretière et gouverneur des Sorlingues. Après sa mort en 1712, le titre passe à son seul enfant, Francis.
Le second comte de Godolphin épouse Henrietta Churchill, 2e duchesse de Marlborough. Leur seul fils, William Godolphin, marquis de Blandford, mourut sans descendance avant ses parents. En 1735, le second comte de Godolphin est fait baron Godolphin de Helston par la pairie anglaise. Quand il meurt en 1766, seul le titre de baron Godolphin (en) subsiste par son cousin, Francis Godolphin, 2e baron Godolphin. 
La demeure ancestrale des Godolphin était la propriété des Godolphin près de Helston dans les Cornouailles. La famille possédait des intérêts dans les mines dont beaucoup se situaient sur leur propriété. À la mine de Wheal Vor, ils ont fait tester plusieurs inventions (par exemple la machine de Newcomen en 1715) pour améliorer le travail dans leurs mines.

## Comtes de Godolphin
- 1706-1712 : Sidney Godolphin (1645-1712).
- 1712-1766 : Francis Godolphin (1678-1766)